# Dissociodihaplophasida
Dissociodihaplophasida es un orden de hongos microsporidios perteneciente a la división más basal, Rozellomycota.
Al igual que otros microsporidios son parásitos intracelulares de las células animales donde se reproducen y propagan sus esporas. Los microsporidios de este orden son patógenos de vertebrados, artrópodos y gusanos, les causan inflamación instetinal y diarreas. Se han descrito 7 familias.
Nosema apis es un patógeno importante de la abeja doméstica (Apis mellifera) y le causa la enfermedad conocida como "nosemosis" lo cual resulta un problema para muchos apicultores. Para tratar esta enfermedad se ha creado la fumagilina un antibiótico que combate la enfermedad en las abejas.

## Taxonomía
Contiene las siguientes familias y géneros:
- Familia Ovavesiculidae
  - Género Antonospora
  - Género Ovavesicula
  - Género Paranosema
- Familia Pseudopleistophoridae
  - Género Pseudopleistophora
  - Género Steinhausia
- Familia Spragueidae
  - Género Inodospurus
  - Género Kabatana
  - Género Microgemma
  - Género Spraguea
  - Género Potaspora
  - Género Tetramicra
- Familia Caudosporidae
  - Género Binucleospora
  - Género Caudospora
  - Género Flabelliforma
  - Género Neoflabelliforma
  - Género Octosporea
  - Género Polydipyrenea
  - Género Ringueletium
  - Género Spionospora
  - Género Weiseria
  - Género Myrmecomorba
- Familia Golbergiidae
  - Género Golbergia
  - Género krishtalia
  - Género Simuliospora
- Familia Nosematidae
  - Género Nosema
  - Género Oligosporidium
  - Género Vairimorpha
- Familia Mrazekiidae
  - Género Agmasona
  - Género Anostracospora
  - Género Euplostospora
  - Género Helmichia
  - Género Hyrabyeia
  - Género Jirovecia
  - Género Myrazekia
  - Género Rectispora